# Henning Tögel
Henning Tögel (* 14. Dezember 1954 in Stuttgart; † 9. Januar 2013) war als deutscher Konzert- und Tourneeveranstalter europaweit tätig.

## Leben
Tögel schloss im Jahre 1977 ein Studium der Betriebswirtschaft zum Dipl. Betriebswirt (BA) ab und erwarb drei Jahre später die Vorstandsqualifikation zur Leitung eines Kreditinstitutes. Ab 1981 widmete er sich einem Jurastudium, wobei er gleichzeitig als Dozent an verschiedenen Wirtschaftsakademien tätig wurde. 1984 gründete Tögel das Unternehmen Moderne Welt, in welchem er die Geschäftsführung übernahm.
Moderne Welt ist Mitglied im Bundesverband der Veranstaltungswirtschaft (IDKV) e.V. und engagiert sich auch in der IG Live Stuttgart, einem Zusammenschluss regionaler Konzertveranstalter. Tögel war regelmäßiger Teilnehmer an der jährlichen International Live Music Conference (ILMC) und seit 1999 Dozent an der Fachhochschule Heilbronn. Außerdem war er im Vorstand der ECPA (European Concert Promoters Association) vertreten. Der Unternehmer war Panellist z. B. auf der Popkomm, der ILMC und den PopOpen Stuttgart.
Anlässlich des 25-jährigen Bestehens von Moderne Welt wurde der Unternehmer für ein mehrseitiges Special im Musikmarkt interviewt. In den Jahren 2006 und 2009 erhielt Moderne Welt den Live Entertainment Award (LEA) für die „Herausragendste Non Music Veranstaltung“ (David Copperfield) und die „Kooperation des Jahres“ (IG Live Stuttgart).
Der Unternehmer wird seit vielen Jahren in der Personenenzyklopädie „Who is Who in der Bundesrepublik Deutschland“ geführt. Als Geschäftsführer von Moderne Welt veranstaltete Tögel Tourneen und einzelne Konzerte oder Shows mit u. a. folgenden Künstlern:

Al Jarreau, Alannah Myles, Alice Cooper, Art Garfunkel, B.B. King, Barclay James Harvest, Billy Cobham, Bryan Adams, Chippendales, David Copperfield, Deep Purple, Die Ärzte, Emmylou Harris, Eric Burdon, Harlem Globetrotters, Jackson Browne, Jethro Tull, Joan Baez, Joe Cocker, Joe Satriani, Lenny Kravitz, Lyle Lovett, Marianne Faithfull, Meat Loaf, Midge Ure, Miriam Makeba, Peter Frampton, P!nk, Ringo Starr, Rory Gallagher, Status Quo, Steve Earle, The Tubes, The Wailers, UB40, Willie Nelson, …
Am 9. Januar 2013 starb Henning Tögel unerwartet an einem Herzinfarkt.

## Soziales Engagement
Der Unternehmer gründete im April 2009 die rechtsfähig anerkannte gemeinnützige Talentstiftung Henning Tögel. Zweck der Stiftung ist die Förderung von Talenten in den Bereichen Kultur und Kunst, Sport und Wissenschaft.
Im Rahmen des internationalen Musikwettbewerbs der ARD überreichte Henning Tögel bei der Preisverleihung am 16. September 2011 in München den Sonderpreis im Fach Orgel an Angela Metzger und am 14. Oktober 2011 in der Schwarzwaldhalle in Karlsruhe bei der Erstsemesterbegrüßung des KIT (Karlsruher Institut für Technologie) den Sonderpreis zur Förderung eines wissenschaftlichen Talents an Julia Bohnert.